# العلاقات النمساوية المالطية
العلاقات النمساوية المالطية هي العلاقات الثنائية التي تجمع بين النمسا ومالطا.

## مقارنة بين البلدين
هذه مقارنة عامة ومرجعية للدولتين:
| وجه المقارنة                                              | النمسا                                                    | مالطا                                                     |
| --------------------------------------------------------- | --------------------------------------------------------- | --------------------------------------------------------- |
| المساحة (كم2)                                             | 83.86 ألف                                                 | 316                                                       |
| عدد السكان (نسمة)                                         | 8.81 مليون                                                | 465.29 ألف                                                |
| الكثافة السكانية (ن./كم²)                                 | 105.06                                                    | 147.24 ألف                                                |
| العاصمة                                                   | فيينا                                                     | فاليتا                                                    |
| اللغة الرسمية                                             | اللغة الألمانية، لغة الإشارة النمساوية ‏                   | اللغة المالطية، لغة إنجليزية                              |
| العملة                                                    | يورو، شلن نمساوي، رايخ مارك، شلن نمساوي                   | يورو، ليرة مالطية                                         |
| الناتج المحلي الإجمالي (بليون دولار)                      | 416.60 مليار                                              | 12.54 مليار                                               |
| الناتج المحلي الإجمالي (تعادل القوة الشرائية) بليون دولار | 426.99 مليار                                              | 14.68 مليار                                               |
| الناتج المحلي الإجمالي الاسمي للفرد دولار أمريكي          | 43.77 ألف                                                 | 22.60 ألف                                                 |
| الناتج المحلي الإجمالي للفرد دولار أمريكي                 | 47.68 ألف                                                 |                                                           |
| مؤشر التنمية البشرية                                      | 0.885                                                     | 0.839                                                     |
| رمز المكالمات الدولي                                      | +43                                                       | +356                                                      |
| رمز الإنترنت                                              | .at                                                       | .mt                                                       |
| المنطقة الزمنية                                           | توقيت وسط أوروبا، ت ع م+01:00، ت ع م+02:00، أوروبا/فيينا ‏ | توقيت وسط أوروبا، ت ع م+01:00، ت ع م+02:00، أوروبا/مالطا ‏ |

## مدن متوأمة
في ما يلي قائمة باتفاقيات التوأمة بين مدن نمساوية ومالطية:
- ترتبط يودنبورغ مع مارساسكالا باتفاقية توأمة.

## منظمات دولية مشتركة
يشترك البلدان في عضوية مجموعة من المنظمات الدولية، منها:
| علم المنظمة | اسم المنظمة                               | تاريخ انضمام النمسا | تاريخ انضمام مالطا |
| ----------- | ----------------------------------------- | ------------------- | ------------------ |
|             | الاتحاد الأوروبي                          | 1995                | 1 مايو 2004        |
|             | وكالة ضمان الاستثمار متعدد الأطراف        | 16 ديسمبر 1997      | 12 سبتمبر 1990     |
|             | الأمم المتحدة                             | 14 ديسمبر 1955      | 1 ديسمبر 1964      |
|             | الفريق المعني برصد الأرض                  | ?                   | ?                  |
|             | منظمة حظر الأسلحة الكيميائية              | ?                   | ?                  |
|             | منظمة التجارة العالمية                    | ?                   | ?                  |
|             | منظمة الشرطة الجنائية الدولية             | ?                   | ?                  |
|             | منظمة الأمن والتعاون في أوروبا            | 25 يونيو 1973       | 25 يونيو 1973      |
|             | يونسكو                                    | 13 أغسطس 1948       | 10 فبراير 1965     |
|             | مجلس أوروبا                               | ?                   | ?                  |
|             | الاتحاد البريدي العالمي                   | ?                   | ?                  |
|             | البنك الدولي للإنشاء والتعمير             | 27 أغسطس 1948       | 26 سبتمبر 1983     |
|             | الاتحاد الدولي للاتصالات                  | 1866                | 1965               |
|             | مؤسسة التمويل الدولية                     | 28 سبتمبر 1956      | 1 يونيو 2005       |
|             | المنظمة الأوروبية لسلامة الملاحة الجوية   | 1993                | 1989               |
|             | المركز الدولي لتسوية المنازعات الاستشارية | 24 يونيو 1971       | 3 ديسمبر 2003      |
|             | مجموعة أستراليا                           | 1989                | 2004               |
|             | مجموعة الموردين النوويين                  | ?                   | ?                  |

## وصلات خارجية
- موقع وزارة الخارجية النمساوية
- موقع وزارة الخارجية المالطية